# Kružlovská Huta
Kružlovská Huta je osada obce Kružlov na Slovensku v okrese Bardejov. Po druhé světové válce měla necelých 350 obyvatel. Nachází se zde římskokatolický kostel Neposkvrněného početí Panny Marie postavený v letech 1947 až 1950.
Začátkem 20. století tu byla postavena sklárna, která s výjimkou let 1921 až 1924 fungovala až do roku 1950. V roce 1970 byl v Kružlovské Huti zřízen strojírenský závod.